# Kawasaki ZX-4R
La Ninja ZX-4R est une moto sportive de Kawasaki introduite en 2023.

## Description
La Ninja ZX-4R est présentée pour la première fois en février 2023.
Elle est animée par un moteur à quatre temps de 399 cm3 à refroidissement liquide. Il développe 77 ch de base et il peut atteindre 80 ch grâce au système Ram Air. Ce moteur répond à la norme Euro 5. 
Le cadre est un tubulaire acier imitant les périmétriques aluminium généralement retrouvés sur les motos supersport et hypersport. La rigidité offerte par ce châssis permet d'assurer une stabilité en virage suffisante pour une sportive.
Le freinage est assuré à l'avant par deux disques de frein de 290mm avec des étriers à 4 pistons opposés, à l'arrière un simple disque de 265mm et un étrier mono-piston sont présents. En France, la moto est équipée d'origine d'un ABS non désactivable.
Le poids total en ordre de marche est de 189 kg.
Elle existe en 3 versions distinctes : ZX-4R, ZX-4R SE et ZX-4RR.

## Moteur
Le moteur de 399 cm3 a été développé par Kawasaki spécialement pour cette moto.
Il peut atteindre jusqu'à 18 000 tours par minute lors de son utilisation.